# Afrobahamci
Afrobahamci, kreolski narod nastanjen na Bahamima, oko 225,000 (1987.), te nešto u iseljeni SAD.-u. Afrobahamci govore bahamskim kreolskim jezikom, nastalom na engleskoj osnovici, a njihovo porijeklo potječe od zapadnoafričkih crnaca koji su na otoke dovedeni do 1834. godine, kada je Britanija ukinula ropstvo na svim svojim teritorijima. Crnci su dovedeni za potrebe radova na plantažama pamuka. Nakon ukinuća ropstva plantaže su se napustile, a bivši gospodari i oslobođeni crnci okrenuli su se moru, prvenstveno spužvarenju i ribolovu, ili pak poljodjelstvu. Jedan od bivših bogatih zemljovlasnika, izvjesni lord John Rolle, svoju zemlju podjelio je oslobođenim robovima, a u njegovu čast gradić Rolle Town (vidi) nosi ime.

## Afrobahamska kultura
Afrobahamci su jedan od 9 naroda naseljenih na Bahamima, koji u urbanim sredinama žive poglavito od turizma. Kultura Bahama počela je nastajati od 1648. kada su se na otok Eleuthera iskrcali engleski puritanci, pa dalje dolaskom bermudskih robova i britanskih lojalista u pratnji svojih robova izbjeglih iz Amerike nakon rata za nezavisnost. Slijede dalje oslobođeni Afrikanci s brodova, Crni Seminole s Floride, narodi s drugih karipskih otoka i imigranti iz Kine, Sirije i Grčke. Još se i danas na Bahamima očuvao znatan broj njihovih potomaka, to su Kinezi (600), Grci (900), Jamajčani (5,300), Židovi (900), Haićani (26,000), Angloamerikanci (7,000), Britanci (4,100) Njihovi bivši gospodari-zemljovlasnici, današnji Bahamci, europskog su porijekla i služe se engleskim jezikom, a broj im iznosi oko 79,000 (prema UN Country Population; 2007).
Najpoznatiji festival im je Junkanoo.

## Vanjske poveznice
- The People of the Bahamas  Arhivirana inačica izvorne stranice od 29. svibnja 2008. (Wayback Machine)
- Bahamski kreolski